# Platyceps brevis
Platyceps brevis är en ormart som beskrevs av Boulenger 1895. Platyceps brevis ingår i släktet Coluber och familjen snokar.
Arten förekommer i östra Afrika i Etiopien, Somalia, Kenya och Tanzania. Honor lägger ägg.

## Underarter
Arten delas in i följande underarter:
- P. b. brevis, i Somalia och östra Etiopien
- P. b. smithii, från södra Etiopien och södra Somalia till Kenya och Tanzania[5][6]